# 市磯長尾市
市磯長尾市（いちしのながおち、生没年不詳）は、『日本書紀』に伝わる古墳時代の豪族で倭国造の一人。市磯長尾市宿禰とも。
倭直（倭氏）の遠祖である。倭大国魂神（奈良県天理市の大和神社祭神）の起源譚で知られる。『古事記』に記載はない。

## 記録

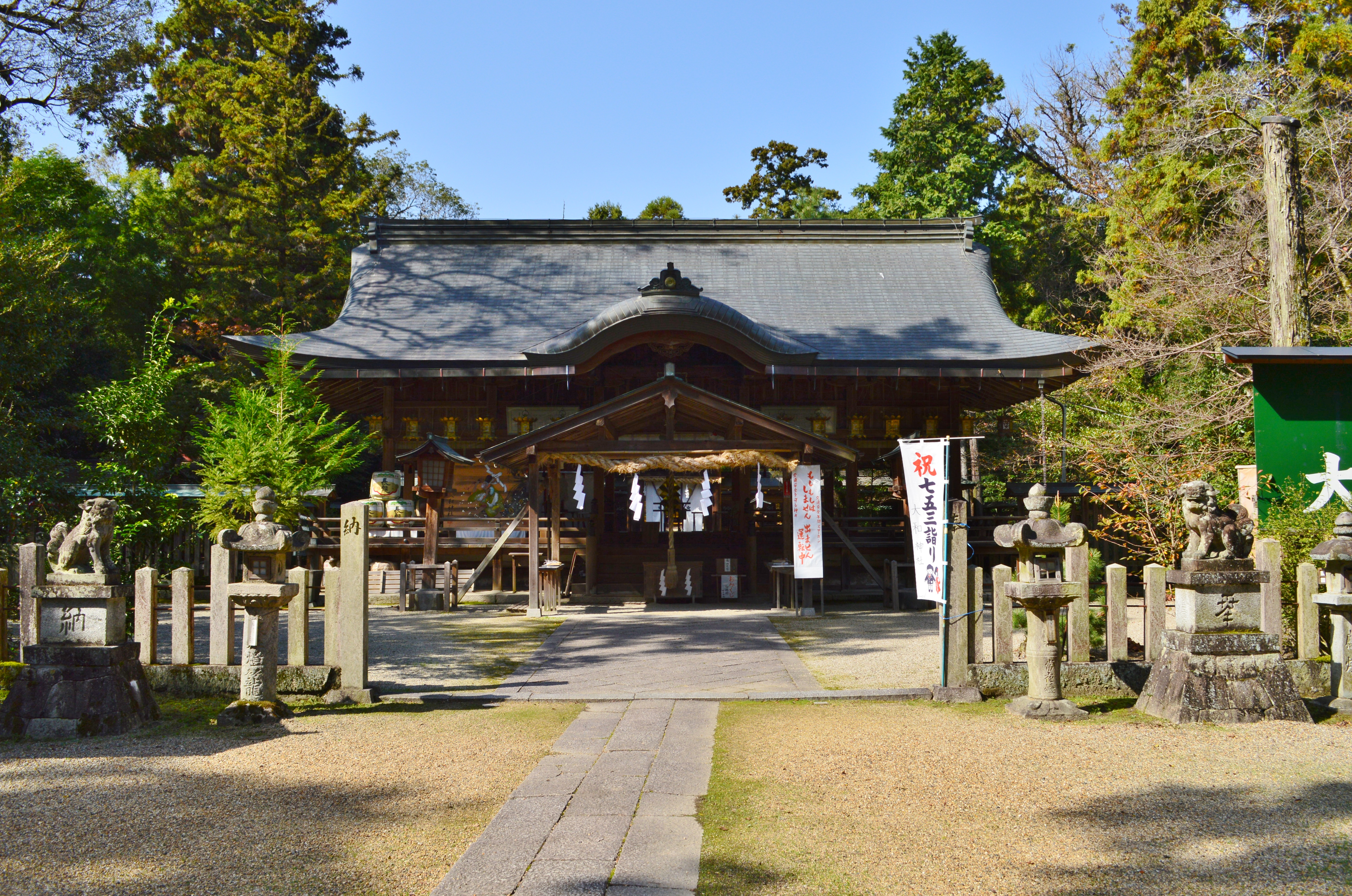
大和神社（奈良県天理市）

『日本書紀』崇神天皇7年8月7日条によると、倭迹速神浅茅原目妙姫（倭迹迹日百襲姫命）・大水口宿禰（穂積臣遠祖）・伊勢麻績君ら3人は同じ夢を見て、大物主神（のちの大神神社祭神）と倭大国魂神（のちの大和神社祭神）の祭主をそれぞれ大田田根子命と市磯長尾市にすると必ず天下太平になると夢告があったと天皇に奏上した。そこで崇神天皇7年11月8日、夢告の通りに大田田根子と長尾市とに祀らせると、疫病は収まって国内は鎮まったという（垂仁天皇25年3月条の「一云」でも同様）。
また同書垂仁天皇3年3月条では、「一云」として、三輪君祖の大友主とともに新羅から渡来した新羅皇子の天日槍を尋問するため、播磨に行くよう天皇から命じられたとある。
さらに同書垂仁天皇7年7月7日条によると、当麻蹶速の相撲相手として出雲の野見宿禰を連れてくるよう命じられている。

## 考証
名称の「市磯」は、大和国十市郡の地名（奈良県桜井市池之内付近）とされる。